# Georg Paul Rötenbeck

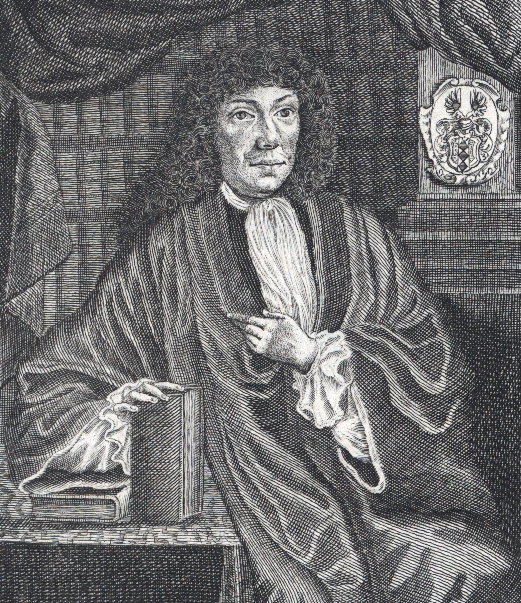
Georg Paul Rötenbeck

Georg Paul Rötenbeck (* 14. April 1648 in Nürnberg; † 15. April 1710 in Altdorf bei Nürnberg) war ein deutscher, evangelischer Philosoph und Professor der Politik.

## Leben
Er wurde als Sohn der Eheleute Georg und Katharina Magdalene, geborene Schwenter, geboren. 1655 begann seine schulische und 1659 seine gymnasiale Ausbildung. Er begann 1666 sein Studium an der Universität Altdorf und wurde dort 1671 Magister. Nach dem anschließenden Aufenthalt in Frankfurt am Main ging er 1672 nach Jena und wurde u. a. von Weigel, Posner und Johann Wilhelm Baier gefördert. 1681 wurde er ordentlicher Professor in Altdorf.
Zwischen 1670 und 1710 entstanden unter seiner Ägide mehr als 40 überlieferte Dissertationen. Zu seinen Schülern zählte u. a. Leonhard Christoph Sturm.

## Ämter
- sechsmal Dekan der Universität Altdorf
- zweimal Rektor der Universität Altdorf

## Werke
- Georg Paul Rötenbeck (Praes.) - J.G. Bolster, (RESP.): Disputatio logica de syllogismo hypothetico seu conditionali., Altdorf, H. Meyer, 1687.
- Georg Paul Rötenbeck - Euthalius Siegmund Lupin: "Memminga Suevus": Disputatio philosophica circularis super quaestione An princeps sit solutus legibus civilibus.", Altdorf, 1684
- Georg Paul Rötenbeck - Joachim Negelein: Majestas motui analoga (pro gradu) [lt. Marti Ej 1691], Altdorf, 1697